# Marne (León)
Marne es una localidad española, perteneciente al municipio de Villaturiel, en la provincia de León y la comarca de La Sobarriba, en la comunidad autónoma de Castilla y León. Situado en la margen derecha del río Porma. Perteneció a la antigua Hermandad de La Sobarriba.

## Geografía

### Ubicación
| Noroeste: Toldanos        | Norte: Toldanos | Noreste: Puente Villarente   |
| Oeste: Valdesogo de Abajo |                 | Este: Villamoros de Mansilla |
| Suroeste Villaturiel      | Sur: Nogales    | Sureste: Mansilla Mayor      |

## Demografía
Evolución de la población
| Gráfica de evolución demográfica de Marne (León) entre 2000 y 2014 |
|                                                                    |
| Población de derecho (2000-2014) según el padrón municipal del INE |